# Травневое (Донецкая область)
Травневое (укр. Травневе; до 1952 – Металлист) – посёлок в Светлодарской городской общине Бахмутского района Донецкой области Украины.

## История

#### До 2017
В 2015—2017 годах через посёлок проходила линия разграничения сил в Донбассе (см. Второе минское соглашение). Западная окраина населённого пункта оставалась под контролем правительственных войск Украины, а восточная, большая часть — под контролем Донецкой Народной Республики. При этом часть посёлка, подконтрольная ДНР, была объявлена «буферной зоной».

#### 2017 - 2022
В ноябре 2017 года ВСУ взяли весь населённый пункт под свой контроль.

#### 2023 - нынешнее время
В августе 2022 года в ходе вторжения России в Украину посёлок был захвачен российскими войсками.

## Население
Население по состоянию 2019 года составляло 127 человек.

## Общие сведения
Почтовый индекс — 84573. Телефонный код — 6274. Код КОАТУУ — 1420986204.